# Bernhard Heinrich Witte
Bernhard Heinrich Witte OMI, spanisch: Bernardo Enrique Witte, (* 27. Juli 1926 in Vardingholt bei Rhede; † 21. Februar 2015 in Mendoza, Argentinien) war ein deutscher Ordensgeistlicher, Missionar und Bischof von Concepción in Argentinien.

## Leben
Nach dem Zweiten Weltkrieg war Bernhard Witte zwischen November 1945 und Februar 1947 als kriegsgefangener Seminarist im so genannten Stacheldrahtseminar von Chartres, welches von Abbé Franz Stock als Regens geleitet wurde. Bernhard Witte trat 1952 der Ordensgemeinschaft der Kongregation der Oblaten-Missionare der Unbefleckten Jungfrau Maria (OMI) im Bonifatiuskloster in Hünfeld („Hünfelder Oblaten“) bei und legte sein ewiges Ordensgelübde ab. Er empfing am 11. April 1954 nach seiner theologischen Ausbildung die Priesterweihe und war ab 1955 als Missionar in Argentinien tätig.
Am 14. April 1977 wurde er von Papst Paul VI. zum Bischof von La Rioja ernannt, einer Diözese, die fast dreimal so groß ist wie Nordrhein-Westfalen. Die Bischofsweihe spendete ihm Ítalo Severino Di Stéfano, Bischof von San Roque de Presidencia Roque Sáenz Peña, am 20. Mai 1977 in der Kathedrale von Presidencia Roque Sáenz Peña; Mitkonsekratoren waren der Bischof von Villa María, Cándido Genaro Rubiolo, und der Apostolische Vikar von Pilcomayo in Paraguay, Sinforiano Lucas Rojo OMI. Sein Wahlspruch ist Mit Maria, der Mutter Jesu.
Am 8. Juli 1992 ernannte ihn Papst Johannes Paul II. zum Bischof von Concepción. Die Amtseinführung fand am 30. August 1992 statt.
Papst Johannes Paul II. nahm sein altersbedingtes Rücktrittsgesuch am 28. Juli 2001 an. Seit seiner Emeritierung gehörte Witte dem Ordenskonvent im Kloster Mariengarden an, wohnte aber als Beichtvater in Kevelaer.